# Джонсон, Хью
Хью Сэмюэл Джонсон (5 августа 1881 — 15 апреля 1942) — американский чиновник, бизнесмен, военный деятель, оратор и газетный обозреватель. Он известен прежде всего в качестве советчика Франклина Рузвельта в 1932-34. Оказал значительное влияние на формирование Нового курса. Был назначен главой Национальной администрации восстановления (NRA) в 1933, сумел реорганизовать американский бизнес, чтобы уменьшить конкуренцию и повысить заработную плату. Шлезингер (1958) и Оул (1985) приходят к заключению, что он был превосходным организатором, но был властолюбив, оскорбителен, прямолинеен и неспособен гармонично работать с коллегами.

## Ранние годы и военная карьера
Хью Джонсон родился в 1881 году, в форте Скотт в Канзасе. Его бабушка и дедушка по отцовской линии, Сэмюэл и Матильда Джонсон, эмигрировали в Соединённые Штаты из Ирландии в 1837 году и первоначально обосновались в Бруклине. Отец Хью Сэмюэла был адвокатом. Первым местом учёбы для Хью была государственная школа в Уичито, Канзас. Спустя несколько лет семья Джонсонов переехала в Альву, находящуюся на территории Оклахома.
В возрасте 15 лет Хью попытался убежать из дома, чтобы вступить в ополчение штата Оклахома, но родители задержали его прежде, чем он покинул город. Отец обещал, что попытается устроить его назначение в Вест-Пойнт, и позднее Хью была предложена альтернативная служба. Хью выяснил, что первый человек в очереди на поступление был слишком взрослым, и убедил его уступить Хью место в Академии.
Хью Джонсон поступил в Вест-Пойнт в 1899 году, окончил его и 11 июня 1903 получил звание второго лейтенанта в 1-й кавалерийской дивизии. Одним из одноклассников Хью в Вест-Пойнте был Дуглас Макартур. В 1907—1909 гг. Джонсон вместе с дивизией находился в Пампанге, Филиппины, но позже был переведён в Калифорнию. В начале XX века в США большинство национальных парков управлялись армией. Джонсон служил в национальном парке Йосемити, затем в Секвойе. 11 марта 1911 его повысили до первого лейтенанта, а в 1912 году назначили руководителем Национального парка Секвойя.
Желая пойти по стопам отца, Джонсон получил разрешение генерала Кроудера на перевод в Калифорнийский университет в Беркли, где он получил в 1915 степень бакалавра права (с отличием), а в 1916 — доктора юриспруденции (затратив только половину выделенного времени). С мая по октябрь 1916 он служил под начальством генерала Джона Першинга в Мексике во время проведения операции против повстанцев. 1 июля 1916 он получил повышение до капитана, в октябре 1916 перешёл в штаб в Вашингтоне, 15 мая 1917 был повышен до майора, 5 августа 1917 — до подполковника. В октябре 1917 его назначили заместителем начальника военной полиции Соединённых Штатов, и в тот же самый месяц он был назначен куратором Военного министерства США по военной подготовке (к этому моменту США вступили в Первую мировую войну). В звании капитана Джонсон помогал в совместной разработке инструкций по выполнению Закона о выборочной воинской повинности. Без разрешения Конгресса он начал его осуществление. Из-за этого, возможно, ему пришлось бы предстать перед военным трибуналом, если бы Конгресс месяц спустя не принял закон о воинской повинности. 8 января 1918 он был повышен до полковника, а 15 апреля того же года — до бригадного генерала. На момент повышения он был самым молодым (36 лет) бригадного генерала со времён Гражданской войны в США и самым молодым выпускником Вест-Пойнта, получившим это звание после непрерывной службы. По мнению Оула, высказанному в 1985 году, Джонсон был превосходным заместителем начальника военной полиции Эноха Краудера, пока находился под пристальным наблюдением и руководством. Его значительные таланты эффективно использовались в планировании и осуществлении воинского призыва. Однако он так и не смог работать гладко с другими.
В качестве бригадного генерала Джонсон был назначен в апреле 1918 директором подразделения Генштаба по закупкам и поставкам, а в октябре того же года был повышен до заместителя директора подразделения Генштаба по закупкам, хранению и транспортировки. В этой должности он работал в тесном сотрудничестве с Военным промышленным советом. Он произвел благоприятное впечатление на многих бизнесменов, включая Бернарда Баруха (глава военного Промышленного Совета). Эти контакты позже серьёзно помогли Джонсону войти в администрацию Франклина Рузвельта. Он был назначен командующим 15-й пехотной бригадой, входившей в 8-ю дивизию, но она не успела принять участия в военных действиях в Европе в связи с окончанием войны. 25 февраля 1919 Джонсон покинул армию США. За службу он был награждён в 1926 году медалью «За выдающиеся заслуги».

## Новый Курс
Хью Джонсон был назначен 1 сентября 1919 помощником главного менеджера Moline Plow Company, Джорджа Пика. Они оба были сторонниками законопроекта Макнери — Хогена, согласно которому планировалось на федеральном уровне оказывать поддержку сельскому хозяйству. Этот законопроект был первым в истории США подобного рода.
Джонсон оставил работу в Moline Plow в 1927, чтобы стать советником Бернарда Баруха. Он присоединился к «мозговому тресту» Франклина Рузвельта на президентских выборах 1932 года. Его главной задачей было составление речей. Среди них следует выделить Питсбургскую речь, в которой Рузвельт осуждал опрометчивые расходы правительства Гувера и призвал к очень консервативной налоговой политике.

### Национальная администрация восстановления
Джонсон играл важную роль в Новом курсе. В 1933 Рузвельт назначил Джонсона управляющим Национальной администрацией восстановления (NRA). По мнению одного из историков, Джонсон ориентировался на итальянский фашистский корпоративизм. Он распространял копии труда под названием «Корпоративное государство», написанного одним из видных экономистов Муссолини, в том числе дал такую книгу министру труда Фрэнсис Перкинс и попросил её распространить копии среди своих подчинённых. NRA участвовала в организации тысяч бизнес-проектов в соответствии с кодексами, составленными торговыми ассоциациями и отраслями промышленности. За свои усилия в 1933 году он был признан журналом Time Человеком года.
В 1934 году качество его работы заметно ухудшилось; историки приписывают это глубоким противоречиям в политике NRA, а также обильному употреблению алкоголя на рабочем месте. Положение NRA продолжало ухудшаться (в 1935 году она была упразднена), а сам Хью Джонсон попал под жёсткую критику министра труда Фрэнсис Перкинс за свои фашистские наклонности. Поэтому в сентябре 1934 Рузвельт уволил Джонсона.

### Заговор бизнесменов
Согласно показаниям отставного генерал-майора Корпуса морской пехоты Смедли Батлера, Джонсон участвовал в так называемом «Деловом заговоре» 1933 года, предполагавшем свержение президента Соединённых Штатов Франклина Рузвельта. Расследовавший это дело комитет Маккормака — Дикстейна не вызывал Джонсона для дачи показаний, объяснив это тем, что «не будет принимать во внимание имена, упомянутые в показаниях, которые составляют не более чем слухи».

### Последние годы и смерть
После отставки правительства Рузвельта Джонсон, который долгое время был успешным автором очерков в американских журналах, стал политическим обозревателем в газетах. Он поддержал Рузвельта на президентских выборах 1936 года, но, когда в 1937 году стал известен план судебной реформы, он осудил Рузвельта как потенциального диктатора. В 1939 году он отстаивал политику изоляционизма и отказа от участия во Второй мировой войне. На президентских выборах 1940 года он поддержал Уэнделла Уилки, кандидата от республиканской партии.
Джонсон написал множество статей и историй. Одно фантастическое произведение под названием «Дамба» было написано в 1911 году и позже включено в научно-фантастическую антологию Сэма Московица «Научная фантастика при свете газовой лампы». В этом произведении Япония вторгается в США и завоёвывает Калифорнию.
Хью Джонсон умер в Вашингтоне в апреле 1942 от пневмонии. Он был похоронен на Арлингтонском национальном кладбище.